# Carmen McRae Sings Great American Songwriters
Carmen McRae Sings Great American Songwriters — сборник американской певицы Кармен Макрей, выпущенный в 1993 году в рамках переиздания каталога Decca Records в серии «The Legendary Masters of Jazz».

## Об альбоме
Песни на этом альбоме взяты с десяти разных сессий, проходивших с 1955 по 1959 год. В качестве аккомпанемента к Макрей присоединяются квинтет Мэта Мэтьюза (с участием флейтиста Херби Мэнна), трио Рэя Брайанта и несколько крупных оркестров. Репертуар взят из сборников песен некоторых классических американских композиторов, включая Джорджа Гершвина, Коула Портера, Джерома Керна, Ричарда Роджерса, Лоренца Харта и Гарольда Арлена.

## Отзывы критиков
| Оценки критиков                            | Оценки критиков |
| Источник                                   | Оценка          |
| ------------------------------------------ | --------------- |
| AllMusic                                   | [ 1 ]           |
| Encyclopedia of Popular Music              | [ 2 ]           |
| The Rolling Stone Jazz & Blues Album Guide | [ 3 ]           |

Скотт Яноу из AllMusic отмечает, что интерпретации Макрей одновременно уважительны и зажигательны, а также, что особенно интересно услышать, каким высоким мог быть её голос в былые времена. Он заявил, что этот диск легко можно рекомендовать её поклонникам.

## Список композиций
1. «You Took Advantage of Me» (Лоренц Харт, Ричард Роджерс) — 2:36
2. «Yesterdays» (Отто Харбах, Джером Керн) — 2:34
3. «Last Night When We Were Young» (Гарольд Арлен, Йип Харбург) — 2:36
4. «I’m Putting All My Eggs in One Basket» (Ирвинг Берлин) — 2:21
5. «Blue Moon» (Лоренц Харт, Ричард Роджерс) — 2:33
6. «I Was Doing All Right» (Джордж Гершвин, Айра Гершвин) — 2:47
7. «My Foolish Heart» (Нед Вашингтон, Виктор Янг) — 3:10
8. «My Funny Valentine» (Лоренц Харт, Ричард Роджерс) — 4:20
9. «Nice Work If You Can Get It» (Джордж Гершвин, Айра Гершвин) — 2:28
10. «Between the Devil and The Deep Blue Sea» (Гарольд Арлен, Тед Колер) — 2:25
11. «All the Things You Are» (Оскар Хаммерстайн II / Джером Керн) — 2:23
12. «I Get a Kick Out of You» (Коул Портер) — 2:12
13. «My Man’s Gone Now» (Джордж Гершвин, Айра Гершвин, Дюбоз Хейуорд) — 4:13
14. «Summertime» (Джордж Гершвин, Айра Гершвин, Дюбоз Хейуорд) — 2:55
15. «He Was Too Good to Me» (Лоренц Харт, Ричард Роджерс) — 2:40
16. «How Long Has this Been Going On?» (Джордж Гершвин, Айра Гершвин) — 4:04
17. «When I Fall in Love» (Эдвард Хейман / Виктор Янг) — 3:46
18. «My Romance» (Лоренц Харт, Ричард Роджерс) — 3:51
19. «I Concentrate on You» (Коул Портер) — 3:30
20. «Ev’ry Time We Say Goodbye» (Коул Портер) — 3:02